# 砂の惑星 (ハチの曲)
「砂の惑星」（すなのわくせい）は、音声合成ソフト・初音ミク歌唱のVOCALOID楽曲。2017年8月21日、複合イベント「初音ミク マジカルミライ 2017」のテーマソングとして、日本のボカロP・ハチ（別名義：米津玄師）によって発表された。

## 概要
米津はメジャーデビュー以前の2009年頃よりハチ名義でVOCALOIDを用いた楽曲を制作し、ニコニコ動画を中心に活動してきた。メジャーデビュー後は「ドーナツホール」を最後にハチとしての活動は沈黙しており、「砂の惑星」はハチとして約3年と9ヵ月ぶりのリリースとなった。米津は初音ミク10周年のアニバーサリーイヤーに開催される「初音ミク マジカルミライ 2017」のテーマソング楽曲制作のオファーを受け、受注するか否かを考えている最中にニコニコ動画に投稿された音楽動画を視聴し、自身が楽曲投稿していた時代とは明らかに違う気色（楽曲を発表する人間、視聴する人間の減少など）を覚え、サイト内が当時から現在まで過疎化していく様を「砂漠」と捉え、それを楽曲として具現化するイメージを発想したと語っている。楽曲名はフランク・ハーバートによる同名小説から取られた。
同年8月31日からは「砂の惑星 feat.初音ミク」としてデジタルシングルリリースされた。同年11月1日に発売された米津の4枚目のオリジナルアルバム「BOOTLEG」には、本人がメインボーカルを担ったセルフカバーバージョンが収録されている。

## 楽曲構成
「砂の惑星」は95BPMのテンポで終始構成されている。これは米津がハチとして旺盛に楽曲を制作していた時代の平均的なBPMと比較するとローテンポで、かつてと違う手法を意識した故の構成である。同じ切り口から、ニコニコ動画の界隈ではあまり見かけられないトラップ以降のヒップホップのニュアンスが取り入れられ、早口に韻を踏むボーカルが特徴的である。歌詞では、ニコニコ動画界隈でのユーザー減少などの変遷を「砂漠、砂の惑星」と捉えたイメージが終始書かれている一方、「風が吹き曝しなお進む砂の惑星さ」という次世代のクリエイターへバトンを渡す意味合いの込められたようなメッセージ的なフレーズも取り入れられている。途中には過去にボーカロイドを用いてリリースされた複数の楽曲をオマージュしたフレーズが登場する。

## ミュージックビデオ
「砂の惑星」のミュージックビデオは、2017年7月21日にYouTube、ニコニコ動画にて発表された。映像は米津がこれまでにも幾回とコラボレーションしてきた南方研究所が制作した全編アニメーションである。荒廃した砂漠を歩く初音ミクと、仮面をつけた18人の謎の人物が歩く様が描かれている。
このビデオには、視聴者から様々な考察が立てられた。仮面の人物の数と、米津が本作以前にハチ名義で投稿したオリジナル楽曲のミュージックビデオの数が符合すること、途中で集団から離別した2人はセルフカバーした楽曲ではないか、などがあるが、それに関する制作者側からの詳細なコメントは控えられている。

## 評価

### チャート成績
「砂の惑星」は2017年7月21日よりニコニコ動画、YouTubeそれぞれにミュージックビデオが公開され、ニコニコ動画において動画公開より「所要日数　6日5時間19分」でミリオン再生を突破し、ボーカロイドオリジナル楽曲の「歴代の最速ミリオン達成記録」を大幅に更新する快挙を達成した。
これは、2011年7月31日に投稿されたMitchie Mの“FREELY TOMORROW”が約6年間保持し続けた、ミリオン最速記録「所要日数20日6時間4分」を塗り替える結果となっている。
（また、ミリオン、ダブルミリオン、トリプルミリオンのすべてでボカロ史上最速を記録した｟2017年時点｠。）
また同年7月31日付けのBillboard Japan Hot 100チャートにて、販売が開始していないにもかかわらず8位に初登場した。なお、ボーカロイドソングとしては史上唯一のトップ10入り楽曲である。その後もトップ100位以内を上下し、マジカルミライ公式アルバムのリリース、配信シングルとしてのリリースの都度上位へ浮上した。米津自身がボーカルを務めたセルフカバーバージョン「砂の惑星（＋初音ミク）」は2017年11月1日にリリースされたオリジナルアルバム「BOOTLEG」に収録され、11月13日付けのBillboard Japan Hot 100チャートへ25位に初登場した。
また、ニコニコ動画にて2022年7月21日にVOCALOID神話入り（1000万再生）を果たした。これは、史上11曲目（炉心融解も含めれば、史上12曲目)のVOCALOID神話入りであり、史上2人目（史上初は、DECO*27だった。）のVOCALOID神話入り2曲持ちとなった。ちなみにVOCALOID神話入り達成日は動画公開5周年日であった。

### アンサーソング
前述の通り、動画サイト内が過疎化していく様や、次世代のクリエイターに向けられたフレーズを含むものであったため、発表直後からボカロPを中心に音楽関係者からの反響が大きかった。その後、明言されていないものも含め、作風から本曲のアンサーソングと考えられる楽曲が現在（マジカルミライ2023開催時点）までに多く発表されている。

## 収録内容
| #         | タイトル                   | 作詞・作曲・編曲 | 時間 |
| --------- | -------------------------- | ---------------- | ---- |
| 1.        | 「砂の惑星 feat.初音ミク」 | ハチ             | 3:58 |
| 合計時間: | 合計時間:                  | 合計時間:        | 3:58 |

## タイアップ
砂の惑星 feat.初音ミク
「初音ミク マジカルミライ 2017」テーマソング